# Aeroilis
Aeroilis é banda brasileira de rock alternativo, fundada em Florianópolis, Santa Catarina em 2001.
É atualmente formada pelos fundadores Raphael Campos (vocal, teclado e guitarra) e Arvid Auras (bateria), além do baixista Alan Wenning, integrante desde 2006. A banda é precursora do chamado "novo movimento", movimento artístico em que artistas e músicos cristãos do Brasil procuram fazer músicas sem pretensões religiosas, sucedido por vários conjuntos de rock, como Tanlan e Palavrantiga.
O primeiro trabalho da Aeroilis foi lançado em 2004 de forma independente e recebeu, como título, Aeroilis. A obra recebeu atenção regular do público e chamou a atenção da gravadora Bompastor, que relançou a obra no ano seguinte pelo selo, num contrato de 3 anos. O segundo trabalho foi Nada Mais Além (2010), que foi mais guiado por pianos e teclados em comparação ao trabalho anterior. Após shows e apresentações ocorridas pelo Brasil entre 2010 a 2012, a banda decidiu encerrar as atividades no início de 2013. Em 2019, a banda voltou à atividade como um trio.
Durante seus anos de carreira, a banda apresentou influências de várias bandas do cenário post-britpop e do rock britânico dos anos 1990, como Travis, Manic Street Preachers, Radiohead, Keane e Muse, além de bandas norte-americanas como Switchfoot e Jars of Clay. Os dois discos do grupo ganharam aspecto cult e são comumente citados em listas religiosas de melhores álbuns.

## História
A banda se formou em Florianópolis, Santa Catarina, no verão de 2001, por Raphael Campos no vocal e guitarra, Eduardo Galvani no baixo e Arvid Auras na bateria. No princípio o nome escolhido foi Aerowillys, que era o nome de um carro antigo. Porém, os integrantes descobriram que havia uma outra banda com o mesmo nome em São Paulo. Para evitar confusão, foi alterada apenas a grafia, ficando, assim, Aeroilis.
No início de 2004, o Aeroilis se tornou um quarteto com a entrada de Fernando Porto ("Fejão"), assumindo a segunda guitarra. Fernando Porto já era conhecido de longa data dos outros integrantes, pois já haviam tocado juntos em outras bandas anteriormente. Em junho daquele ano foi lançado o primeiro CD da banda, distribuído como uma aposta do selo independente La Cruz, totalmente autoral e gravado no home estúdio da Aeroilis. Apenas quatro meses após o lançamento do CD, a banda assinou um contrato de distribuição por 3 anos com a gravadora Bompastor. O disco recebeu avaliações positivas da crítica especializada. Eduardo Galvani deixou o grupo, sendo substituído por Helon Borba.
Em fevereiro de 2006 quem entrou na banda foi Alan, substituindo Helon que saiu devido à incompatibilidade de manter compromissos entre o Aeroilis e sua outra banda. Durante este tempo, o grupo continuou apresentando-se pelo Brasil, em divulgação do seu trabalho, embora as canções do próximo já estivessem prontas. Segundo o próprio grupo, dificuldades financeiras e pessoais impediram a gravação da obra.
| “ | Nesse meio tempo muita coisa aconteceu: alguns de nós casaram, filhos nasceram, dentre outros eventos importantes. Nossa banda não nos sustenta financeiramente logo não tem como ser prioridade em nossa vida particular. Fica muito difícil você fazer um projeto como foi o caso do nosso segundo CD, buscando qualidade quando não se tem muito tempo útil para o desenvolvimento dele e nem verba suficiente para se bancar num curto espaço de tempo. Foi uma gestação de elefante, é verdade, mas foi o tempo necessário para fazermos dentro das nossas possibilidades e com o padrão que queríamos. | ” |

Em 2010, com a obra gravada, produzida pelo vocalista Raphael, com a maior parte das composições assinadas pelo baterista Arvid Auras a banda decidiu lançar o álbum Nada Mais Além para download gratuito em seu site. O CD foi lançado no final de abril daquele ano e se destacou pelas canções "Cega Inocência" e "Passos Lentos".
Em 10 de fevereiro de 2013, Arvid Auras, representando a banda, publicou um artigo no site oficial da banda anunciando seu fim. Segundo o baterista, a decisão foi tomada por motivos particulares. No texto, o músico deixou uma breve descrição sobre a carreira da Aeroilis e alguns agradecimentos. Foram cerca de doze anos de carreira e dois álbuns de estúdio lançados durante o tempo em que esteve ativa.
Em 2019, a banda foi anunciada como uma das atrações do Relevant Festival, com show programado para dezembro do mesmo ano. Foi a primeira apresentação ao vivo do grupo desde 2012. A formação de retorno foi semelhante a encerrada em 2013, com a exceção de que o grupo voltou como um trio, sem guitarrista.
Em dezembro de 2020, a banda lançou a canção "Entardecer", primeiro lançamento do grupo desde o ano de 2010.

## Integrantes
Atualmente
- Raphael Campos – vocal, guitarra, violão, piano e teclado (2001–2013; 2019–atualmente)
- Arvid Auras – bateria (2001–2013; 2019–atualmente)
- Alan Wenning – baixo (2006–2013; 2019–atualmente)

Ex-integrantes
- Eduardo Galvani – baixo (2001–2005)
- Helon Borba – baixo (2005–2007)
- Fernando Porto – guitarra e vocal (2004–2007)
- Fi Silveira – guitarra (2008–2013)

## Discografia
- 2004: Aeroilis
- 2010: Nada Mais Além

## Estilo musical e influências
Segundo os integrantes Raphael e Arvid, algumas das influências musicais da banda eram: Third Day, Coldplay, Travis, Keane, Muse, U2, Manic Street Preachers e Jars of Clay.